# Staré Město (ort i Tjeckien, Mähren-Schlesien)
Staré Město är en ort i Tjeckien.   Den ligger i distriktet Okres Frýdek-Místek och regionen Mähren-Schlesien, i den östra delen av landet, 290 km öster om huvudstaden Prag. Staré Město ligger 300 meter över havet och antalet invånare är 1 205.
Terrängen runt Staré Město är kuperad söderut, men norrut är den platt.Runt Staré Město är det tätbefolkat, med 343 invånare per kvadratkilometer. Närmaste större samhälle är Ostrava, 19,2 km norr om Staré Město. Omgivningarna runt Staré Město är en mosaik av jordbruksmark och naturlig växtlighet.